# Antnäs BK
Antnäs Bandyklubb, Antnäs BK, är en svensk idrottsklubb från Antnäs i Luleå kommun, som bildades 21 november 1944. 
Antnäs Bandyklubb började som en klubb med bandy på programmet, därav namnet. Dock lades bandysektionen ner efter några år, men klubben valde ändå att behålla sitt namn. Senare uppstod ishockey, skidåkning och basket som sektioner i klubben.
Kända ishockeyspelare som fostrats i Antnäs BK är Pierre Berggren, Marcus Hurtig, Joel Lassinantti och Marcus Oskarsson.